# Joachim Schild
Joachim Schild (* 1962 in Saarbrücken) ist ein deutscher Politologe.

## Leben
Von 1982 bis 1986 studierte er Politikwissenschaft, Volkswirtschaftslehre, Soziologie und Romanistik an der Universität Bamberg und von 1986 bis 1989 Politikwissenschaft an der Freien Universität Berlin. Er erwarb 1989 das Diplom in Politikwissenschaft an der FU Berlin (Dipl.-Pol.) und 1999 den Dr. rer. pol. an der Universität Stuttgart. Seit 2003 ist er Professor für Politikwissenschaft/Vergleichende Regierungslehre an der Universität Trier.

## Schriften (Auswahl)
- Frankreichs Sicherheitspolitik in Westeuropa. Zur Westeuropäisierung der französischen Sicherheitspolitik 1981–1989. Münster 1991, ISBN 3-89473-015-3.
- Politische Konfliktlinien, individualistische Werte und politischer Protest. Ein deutsch-französischer Vergleich. Opladen 2000, ISBN 3-8100-2491-0.